# Panna (České středohoří)
Panna (596 m n. m.) je vrch v okrese Litoměřice Ústeckého kraje. Leží asi 0,5 km severozápadně od vesnice Řepčice na jejím katastrálním území.

## Popis
Je to zalesněný protažený kuželovitý suk s příkrými svahy na vypreparované augititové žíle s četnými tvary mrazového zvětrávání jako jsou vrcholové skalky, mrazové sruby, balvanové haldy, proudy a osypy. Na úpatí se nachází soliflukční suťový plášť a roste smrkový les, který přechází ve smíšené porosty s lípou. Na vrcholu se nacházejí drobné zbytky hradu Panna.

## Geomorfologické zařazení
Geomorfologicky vrch náleží do celku České středohoří, podcelku Verneřické středohoří a okrsku Litoměřické středohoří, dříve Třebušínské středohoří.